# Hansa-Brandenburg D.I
Hansa-Brandenburg D.I byl jednomotorový jednomístný stíhací dvouplošník, vyvinutý německou firmou Hansa-Brandenburg jako typ Hansa Brandenburg KD [Kampf Doppeldecker (Bojový dvouplošník)], který byl používán během I. světové války výhradně vojenským letectvem Rakousko-Uherska. Letoun zkonstruoval Ernst Heinkel.

## Vývoj
Prototyp poháněl motor Mercedes D.III o výkonu 160 k (118 kW), stroj byl nápadný unikátním „hvězdicovým“ uspořádáním zkřížených mezikřídelních vzpěr. Přepracovaný druhý prototyp byl poháněn domácím šestiválcem Austro-Daimler o stejném výkonu (jedná se o motory Austro-Daimler sériové řady 17.000). Přes některé horší vlastnosti Rakousko-Uhersko u firmy Hansa-Brandenburg objednalo stavbu 50 strojů ve dvou sériích (série 65.5 a 65.7), první byly dodány v říjnu 1916, mimo to byla objednána licenční výroba u rakouské firmy Phönix (první byly předány pravděpodobně v lednu 1917, na frontě byly „Phönixy“ prokazatelně až v únoru 1917). Stroje vyrobené u firmy Phönix dostaly výkonnější motory Austro-Daimler série 18.000 o výkonu 185 k (136 kW).

## Operační nasazení
Stroj se vyznačoval vysloveně nebezpečnými letovými vlastnostmi, zejména pro méně zkušené piloty. Navíc v „utažených“ zatáčkách ztrácel výšku, takže rozhodně nebyl ideálním strojem pro manévrový boj, ke všemu nevynikal ani stoupavostí (což protivník poměrně rychle zjistil). Ale i přesto si v něm zkušení piloti získali jisté zalíbení, a některá esa na něm získala řadu vítězství — např. Godwin von Brumowski (získal na něm 23 sestřelů, tedy většinu ze svých vzdušných vítězství), Julius Arigi či Benno Fiala (na typu získali 5, resp. 8 sestřelů). Pouze tři z 68 sestřelů připsaných na konto tohoto typu byly dosaženy na původních německých strojích, zbytek byl dosažen na letounech sérií 28 a 28.5 (které byly postaveny v licenci firmou Phönix). Výroba 50 strojů sérií 65.5 a 65.7 (které dodala firma Hansa und Brandenburgische Flugzeugwerke GmbH) je většinou literatury mylně připisována uherskému výrobci UFAG (Ungarischen Flugzeugfabrik AG), kde se původně uvažovalo o licenční výrobě. Menší množství strojů později (během služby) dostalo na místo nesynchronizovaného kulometu nad horním křídlem výzbroj synchronizovaným kulometem, alespoň na jednom stroji byly prokazatelně instalovány dva synchronizované kulomety.
Posledních 22 (či 23) strojů vyrobených firmou Phönix, série 28.5, mělo nosnou plochu křídel zvětšenou na 25,50 m². Celkový počet vyrobených kusů je udáván buď 122 nebo 124 strojů. Konstruktéři firmy Phönix vyšli z licenčního typu při konstrukci vlastního letounu, který přes prototypy Phönix 20.14, 20.15 a 20.16 vedl k úspěšnému typu Phönix D.I, který typ Hansa-Brandenburg D.I postupně nahradil (spolu s licenčními stroji Albatros, které po řadě změn v konstrukci vyráběla firma OEFFAG).
Stroj byl znám pod přezdívkou Spinne ("pavouk", díky svým mezikřídelním vzpěrám), ale také pod velice nelichotivými, zato velice rozšířenými, přízvisky Totschlager či Fliegender Sarg ("Zabiják", "Létající rakev"), která si získal kvůli svým nevalným letovým vlastnostem a vysokému počtu havárií.
Jediný originální stroj, torzo letounu 28.68, je ve sbírkách Vojenského historického ústavu v Praze.

## Hlavní technické údaje

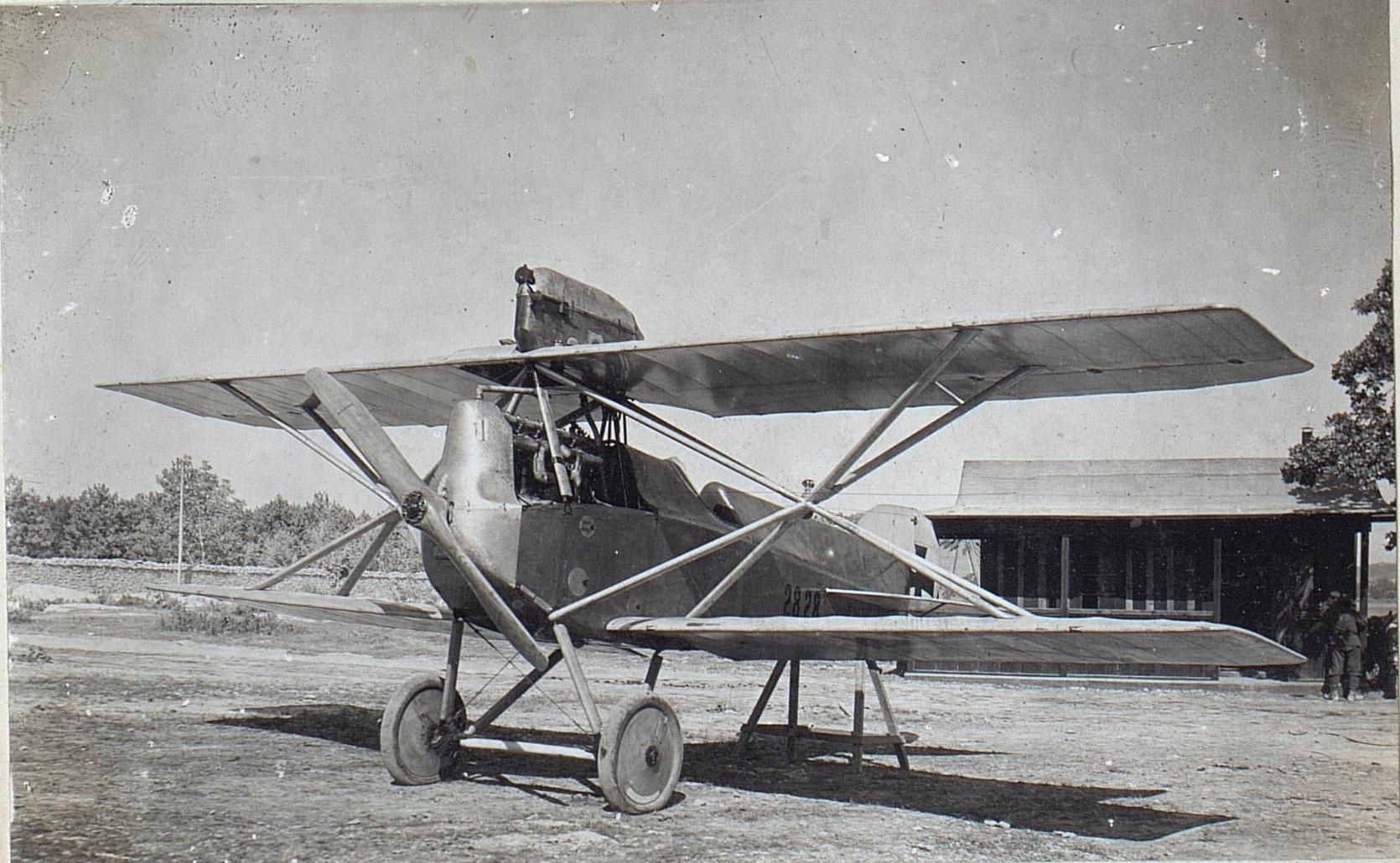
Hansa-Brandenburg D.I

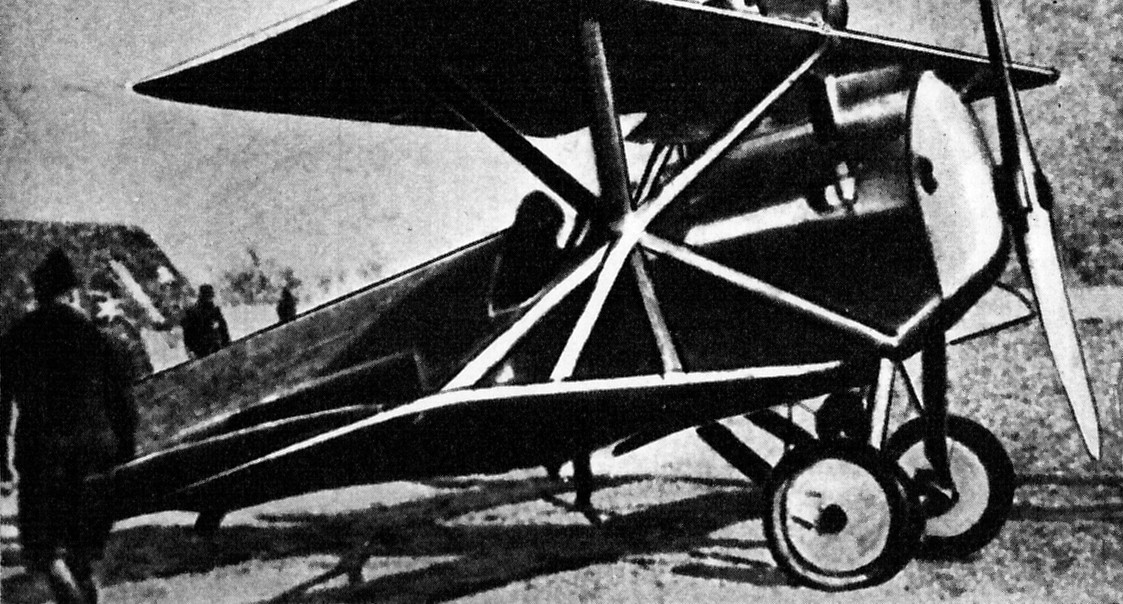
Hansa-Brandenburg D.I

### Hansa-Brandenburg D.I (Phönix série 28)
- Posádka: 1 (pilot)
- Rozpětí: 8,50 m
- Délka: 6,35 m
- Výška: 2,79 m
- Nosná plocha: 24,00 m²
- Hmotnost prázdného letounu: 714 kg
- Vzletová hmotnost: 1047 kg
- Maximální rychlost: 185 km/h (u země)
- Dostup: 5000 m
- Čas výstupu do výšky:
  - 1000 m ÷ 4,00 min
- Vytrvalost: 2 hodiny 30 minut

### Hansa-Brandenburg D.I (Phönix série 28.5)
- Posádka: 1 (pilot)
- Rozpětí: 8,50 m
- Délka: 6,35 m
- Výška: 2,79 m
- Nosná plocha: 25,50 m²
- Hmotnost prázdného letounu: 690 kg
- Vzletová hmotnost: 958 kg
- Maximální rychlost: 175 km/h (u země)
- Dostup: 5000 m
- Čas výstupu do výšky:
  - 1000 m ÷ 4 minuty 30 sekund
- Vytrvalost: 2 hodiny 30 minut

#### Pohonná jednotka
- stojatý řadový stojatý šestiválec Austro-Daimler 185 PS
  - Výkon motoru: 185 k (136 kW)

#### Výzbroj
- jeden kulomet Schwarzlose M.07/12 ráže 8 mm, uložený ve schránce nad horním křídlem